# FIRA-Nationenpokal 1966/67
Der FIRA-Nationenpokal 1966/67 (engl. FIRA Nations Cup) war ein Wettbewerb für europäische Nationalmannschaften in der Sportart Rugby Union. Es handelte sich um die siebte Ausgabe der vom Verband FIRA organisierten Rugby-Union-Europameisterschaft sowie um die zweite Ausgabe unter diesem Namen. Beteiligt waren acht Mannschaften, die in zwei Divisionen eingeteilt waren. Den Europameistertitel gewann zum siebten Mal Frankreich.

## Modus
Tabellenpunkte: Für einen Sieg gab es zwei Punkte, für ein Unentschieden einen Punkt, bei einer Niederlage null Punkte.
Spielpunkte: 3 Punkte für einen Versuch, 2 Punkte für eine Erhöhung, 3 Punkte für einen Strafstoß, 3 Punkte für ein Dropgoal, 3 Punkte für ein Goal from mark.

## Erste Division
|    | Land       | Spiele | Siege | Unent. | Ndlg. | Spiel- punkte | Diff. | Tabellen- punkte |
| -- | ---------- | ------ | ----- | ------ | ----- | ------------- | ----- | ---------------- |
| 1. | Frankreich | 3      | 3     | 0      | 0     | 125:30        | + 95  | 6                |
| 2. | Rumänien   | 3      | 2     | 0      | 1     | 73:18         | + 55  | 4                |
| 3. | Italien    | 3      | 1     | 0      | 2     | 22:87         | − 65  | 2                |
| 4. | Portugal   | 3      | 0     | 0      | 3     | 23:108        | − 85  | 0                |

| 27. November 1966 | Rumänien | 3 : 9 | Frankreich | Stadionul Dinamo |
| 27. November 1966 |          |       |            | Stadionul Dinamo |

| 26. März 1967 | Frankreich | 60 : 13 | Italien | Stade Mayol, Toulon |
| 26. März 1967 |            |         |         | Stade Mayol, Toulon |

| 7. Mai 1967 | Italien | 6 : 3 | Portugal | Stadio Luigi Ferraris, Genua |
| 7. Mai 1967 |         |       |          | Stadio Luigi Ferraris, Genua |

| 14. Mai 1967 | Portugal | 14 : 56 | Frankreich A | Estádio Universitário de Lisboa, Lissabon |
| 14. Mai 1967 |          |         |              | Estádio Universitário de Lisboa, Lissabon |

| 14. Mai 1967 | Rumänien | 24 : 3 | Italien | Stadionul Dinamo |
| 14. Mai 1967 |          |        |         | Stadionul Dinamo |

| 28. Mai 1967 | Portugal | 6 : 46 | Rumänien | Estádio Universitário de Lisboa, Lissabon |
| 28. Mai 1967 |          |        |          | Estádio Universitário de Lisboa, Lissabon |

## Zweite Division

### Gruppe A
|    | Land             | Spiele | Siege | Unent. | Ndlg. | Spiel- punkte | Diff. | Tabellen- punkte |
| -- | ---------------- | ------ | ----- | ------ | ----- | ------------- | ----- | ---------------- |
| 1. | Tschechoslowakei | 3      | 3     | 0      | 0     | 31:13         | + 18  | 6                |
| 2. | Spanien          | 3      | 2     | 0      | 1     | 25:14         | + 11  | 4                |
| 3. | Marokko          | 2      | 0     | 0      | 2     | 0:9           | − 9   | 0                |
| 4. | Niederlande      | 2      | 0     | 0      | 2     | 10:30         | − 20  | 0                |

| 26. November 1966 | Tschechoslowakei | 16 : 5 | Niederlande | Prag |
| 26. November 1966 |                  |        |             | Prag |

| 9. April 1967 | Spanien | 3 : 0 | Marokko | Estadio Nacional Universidad Complutense, Madrid |
| 9. April 1967 |         |       |         | Estadio Nacional Universidad Complutense, Madrid |

| 16. April 1967 | Marokko | abgesagt | Niederlande |  |
| 16. April 1967 |         |          |             |  |

| 23. April 1967 | Niederlande | 5 : 14 | Spanien | Amsterdam |
| 23. April 1967 |             |        |         | Amsterdam |

| 30. April 1967 | Marokko | 0 : 6 | Tschechoslowakei | Stade de C.O.C., Casablanca |
| 30. April 1967 |         |       |                  | Stade de C.O.C., Casablanca |

| 5. Mai 1967 | Spanien | 8 : 9 | Tschechoslowakei | Estadio Nacional Universidad Complutense, Madrid |
| 5. Mai 1967 |         |       |                  | Estadio Nacional Universidad Complutense, Madrid |

### Gruppe B
|    | Land     | Spiele | Siege | Unent. | Ndlg. | Spiel- punkte | Diff. | Tabellen- punkte |
| -- | -------- | ------ | ----- | ------ | ----- | ------------- | ----- | ---------------- |
| 1. | Belgien  | 2      | 2     | 0      | 0     | 30:3          | + 27  | 4                |
| 2. | Polen    | 2      | 0     | 1      | 1     | 12:18         | − 6   | 1                |
| 3. | Schweden | 2      | 0     | 1      | 1     | 15:36         | − 21  | 1                |

| 13. Oktober 1966 | Belgien | 24 : 3 | Schweden | Heysel-Stadion (Annex), Brüssel |
| 13. Oktober 1966 |         |        |          | Heysel-Stadion (Annex), Brüssel |

| 23. Oktober 1966 | Schweden | 12 : 12 | Polen | ? |
| 23. Oktober 1966 |          |         |       | ? |

| 1967 | Polen     | 0 : 6 | Belgien |  |
| 1967 | (forfait) |       |         |  |

### Finale
| 17. September 1967 | Tschechoslowakei | 46 : 6 | Belgien | Prag |
| 17. September 1967 |                  |        |         | Prag |

Die Tschechoslowakei steigt in die erste Division auf.